# Det Danske Bibelselskab
Det Danske Bibelselskab er en dansk kirkelig institution, der blev stiftet 22. maj 1814 og blev stadfæstet ved kongelig resolution 23. juni samme år. Dens formål er ifølge selskabets love at udgive og udbrede Bibelen
Hans Majestæt Kong Frederik 10. er protektor for Bibelselskabet.
Bibelselskabet er både en almennyttig og kirkelig institution.
Bibelselskabets formål er at udgive Bibelen og bibelsk materiale og fremme bibelbrug samt at indsamle penge til det internationale bibelarbejde.
Formålet virkeliggøres gennem hovedarbejdsområderne indsamling, forlag og boghandel.
Bibelselskabets virksomhed dækker både Danmark, Færøerne og Grønland.
Det internationale bibelarbejde støttes primært i samarbejde med De Forenede Bibelselskaber. Men der er også andre faste internationale partnere som for eksempel den kristne satellitkanal SAT-7.
Bibelselskabet er blandt andet medlem af brancheorganisationen ISOBRO, Forlæggerforeningen og Danske Kirkers Råd.